# Oedignatha raigadensis
Oedignatha raigadensis är en spindelart som beskrevs av Bastawade 2006. Oedignatha raigadensis ingår i släktet Oedignatha och familjen flinkspindlar. Inga underarter finns listade i Catalogue of Life.